# Пустіка Ірина Йосипівна
Ірина Йосипівна Пустіка — радянський господарський, державний і політичний діяч.

## Біографія
Народилася в 1920 році в Рибниці.
З 1936 року — на господарській, громадській і політичній роботі. У 1936—1975 рр. — ланкова, бригадир рільничої бригади колгоспу імені Ворошилова, розвідниця партизанського загону в Краснодарському краї, голова колгоспу імені Кірова в с. Гідірім Молдавської РСР. Під час її головування у колгоспі, господарство визнали одним із найкращих у республіці, будувалися інфраструктурні об'єкти. Тоді І.Й. Пустіку нагородили орденом Леніна, а низку працівників - Орденом Трудового Червоного Прапора.
Обиралася депутатом Верховної Ради СРСР 2-го, 3-го, 4-го скликань.
Станом на 2012 рік проживала в Рибниці. З 1988 року — Почесний громадянин Рибницького району.